# Nikolai Sergejewitsch Akulow
Nikolai Sergejewitsch Akulow (russisch Никола́й Серге́евич Аку́лов; englische Transkription Nikolay Akulov; * 12. Dezember 1900 in Orjol; † 21. September 1976) war ein russischer Physiker, der sich mit Magnetismus beschäftigte.

## Leben
Akulow meldete sich 1920 freiwillig zur Roten Armee. Er studierte Chemie am Polytechnikum des Kuban-Gebiets, am Plechanow-Institut in Moskau und machte 1926 seinen Abschluss in Physik an der Lomonossow-Universität (MSU). 1929 wurde er promoviert (Kandidatentitel) und 1936 habilitierte er sich (russischer Doktortitel). Er war ein Schüler des deutschen Experten für Magnetismus Richard Gans in Königsberg. 1931 wurde er zum Professor berufen und Leiter der neu gegründeten Abteilung für Magnetismus an der Lomonossow-Universität, was er bis 1954 blieb. Nach dem Tod von Stalin verlor Akulow seine Position an der Universität. Das stand im Zusammenhang eines allgemeinen Machtkampfs zwischen Physikern der Sowjetischen Akademie der Wissenschaften („Akademiephysikern“) und Physikern der Lomonossow-Universität, in der letztere zwar Ende der 1940er Jahre zeitweise die Oberhand hatten, aber ab etwa 1953 systematisch zurückgedrängt wurden. Akulow gehörte dabei zu den „militantesten Universitätsphysikern“. In einem Schreiben an das Zentralkomitee der KPdSU „klagte er die ganze Mandelstam-Gruppe der Spionage und Sabotage an“.
Auch im Fall des bekannten Chemikers und Akademiemitglieds Nikolai Nikolajewitsch Semjonow versuchte Akulow, 1941 dessen Reputation zu vernichten, indem er ihn des Plagiats in der Theorie chemischer Kettenreaktionen beschuldigte. Zunächst behauptete er ein Plagiat zweier dänischer Wissenschaftler, als sich das als haltlos erwies bzw. man ihn darauf hinwies, dass es nicht gut aussah die Priorität sowjetischer Wissenschaftler in Frage zu stellen, grub er einen russischen Chemiker des 19. Jahrhunderts aus. Außerdem beschuldigte er Semjonow vor ausländischen („kosmopolitischen“) Wissenschaftlern zu kriechen, weil er sein Buch über chemische Kettenreaktion von 1934 den berühmten physikalischen Chemikern Jacobus Henricus van ’t Hoff und Svante Arrhenius gewidmet hatte. Gleichzeitig war Akulow selbst auf diesem Gebiet wissenschaftlich aktiv und wollte sich als führender Fachmann dafür in der Sowjetunion etablieren. Semjonow schaltete eine hochrangige Kommission der Sowjetischen Akademie der Wissenschaften ein, die bis 1945 tagte und ihn des Plagiats freisprach. Außerdem ging Semjonow selbst in die Offensive und beschuldigte Akulow der sowjetischen Wissenschaft zu schaden. Als Ergebnis verlor Akulow 1954 seinen Lehrstuhl an der Lomonossow-Universität und ging nach Minsk. Das Erstarken der Akademiemitglieder war neben ihrem traditionell hohen Ansehen in der Sowjetunion nicht zuletzt darauf zurückzuführen, dass viele von ihnen (auch Semjonow) maßgeblich an der sowjetischen Atombombe mitwirkten.
1955 bis 1957 war Akulow am Moskauer Institut für Chemische Technik tätig. Ab 1959 leitete er das Magnetlabor und das Labor für Physikalische Probleme des Physikalisch-Technischen Instituts der Weissrussischen Akademie der Wissenschaften. 1963 gründete er dort die unabhängige Abteilung für zerstörungsfreie Werkstoffprüfung, das spätere Institut für Angewandte Physik der Akademie. Dessen Magnetlabor leitete er von 1967 bis zu seinem Tod.

## Werk
Akulow entwickelte eine Theorie der Magnetischen Anisotropie, der Magnetostriktion und des Zusammenhangs von mechanischen und magnetischen Eigenschaften von magnetischen Festkörpern. Er befasste sich auch mit Plastizitätstheorie und Theorie von Dislokationen in Festkörpern, worüber er eine Monographie schrieb, und mit Methoden der Werkstoffprüfung und der Untersuchung ferromagnetischer Verbindungen. Er veröffentlichte eine Monographie über chemische Dynamik und eine über chemische Kettenreaktionen, die er im Rahmen von Verbrennungsprozessen untersuchte. Zuletzt wandte er sich auch der Elementarteilchenphysik zu.
Akulow-Bitter-Muster sind nach ihm (Zusammenarbeit mit M. V. Degtyar 1932) und Francis Bitter (1931) benannt: verteilt man ein feines ferromagnetisches Pulver auf einem Magneten, ordnen sich die Teilchen nach diesen Mustern an, was zur Abbildung Magnetischer Domänen dient.

## Auszeichnungen und Mitgliedschaften
Akulow erhielt 1932 ein Stipendium der Rockefeller-Stiftung, mit dem er in Deutschland war. 1940 wurde er volles Mitglied der Akademie der Wissenschaften der Weißrussischen SSR. Er erhielt den Stalinpreis (1941) und den Lomonossow-Preis (1953). 1976 wurde er postum mit dem weißrussischen Staatspreis ausgezeichnet.

## Schriften
- Dislocations and Plasticity. Rajkamal Prakashan, Delhi 1964 (russisches Original Minsk 1961)
- Ferromagnetismus (Russisch), Moskau, Leningrad 1939.
- Grundlagen der chemischen Dynamik, Moskau 1940 (Russisch)
- Theorie der Kettenreaktionen, Moskau, Leningrad 1951 (Russisch)